# Roseolovirus
Розеоловирус (лат. Roseolovirus) — род герпесвирусов из подсемейства бетагерпесвирусов, включающий три вида.
Вирион сферической формы 150—200 нм в диаметре, с симметрией икосаэдра  T=16. Капсид состоит из 162 капсомеров и окружён аморфной оболочкой. Геном линейный с двухцепочнечной ДНК.
Представители этого рода могут вызывать детскую розеолу — инфекционное заболевание, встречающиеся среди детей, обычно до двухлетнего возраста. Предполагается, что вирусы данного рода являются причиной возникновения розового лишая — инфекционно-аллергического заболевание кожи, встречающегося у людей со слабым иммунитетом.

## Классификация
По данным сайта Международного комитета по таксономии вирусов (ICTV), на май 2016 г. в род включают 3 вида:
- Human betaherpesvirus 7
- Human betaherpesvirus 6A
- Human betaherpesvirus 6B
- Macacine betaherpesvirus 9
- Murid betaherpesvirus 3
- Suid betaherpesvirus 2